# Церква Покрови Пресвятої Богородиці (Лукавець)
Церква Покрови Пресвятої Богородиці — церква у селі Лукавець Бродівського району Львівської області, розташована у північній частині села, біля цвинтару. Має статус пам'ятки архітектури національного значення (охоронний № 1338/1). Дзвіниця церкви також внесена до реєстру пам'яток архітектури національного значення під № 1338/2.

## Історія
Церква зведена у 1740 році на місці старої церкви, де, за місцевими переказами одного разу молився гетьман Богдан Хмельницький, коли проїжджав через село. Окремої парафії в Лукавці не існувало, Покровська церква була дочірньою до парафіяльної церкви святого Івана Богослова у сусідньому селі Батьків.
У 1879 році церкву реставрували, через сто років, у 1979 році вкрили покрівельною бляхою стіни надопасання.
З 1993 року церква Покрови перебуває у спільному користуванні громад УГКЦ (Підкамінський деканат Сокальсько-Жовківської єпархії) та ПЦУ (Підкаменський деканат Львівської єпархії). Настоятель православної парафії — протоієрей Іван Витрикуш, настоятель греко-католицької парафії — о. Павло Пащук.

## Опис
Будівля церкви дерев'яна, з соснового дерева на дубовій основі, тризрубна, одноверха. Композиційно складається із трьох зрубів. Центральний зруб — нава — квадратний у плані і найбільший за розміром, завершується чотиригранним наметовим дахом, увінчаним маківкою. Два інші зруби — бабинець і вівтар із ризницею — менші за площею і прямокутні у плані, вкриті трисхилим дахом. З північного боку до церкви прибудоване додаткове приміщення.
Церква оточена опасанням, що опирається на стовпи з підкосами. Зруб підопасання відкритий.
Внутрішній простір нави та вівтаря розкритий у висоту, а бабинець перекритий стелею. Іконостас вирізьблений майстром Петром Дуб'янським із села Стибирівка і встановлений у 1991 році.
Дзвіниця розташована на захід від церкви, двоярусна (перший ярус зрубний, другий — стовповий), квадратна у плані, вкрита наметовим дахом. Містить чотири дзвони.
Церква Покрови і дзвіниця — пам'ятки народної архітектури галицької школи.